# Dolores (Copán)
Dolores è un comune dell'Honduras facente parte del dipartimento di Copán.
Il comune è stato istituito nel 1919 con parte del territorio del comune di Dulce Nombre.